# جان كلود فان دام
جان كلود كاميل فرانسوا فان فارينبرغ (ولد في 18 أكتوبر 1960)، والمعروف مهنيًا باسم جان كلود فان دام، هو فنان قتال وممثل بلجيكي. ولد ونشأ في بروكسل، وبدأ رحلته في الفنون القتالية في سن العاشرة عندما سجله والده في مدرسة كاراتيه شوتوكان. حقق فان دام مرتبة الحزام الأسود 2 دان في الكاراتيه وتنافس في العديد من مسابقات الكاراتيه والكيك بوكسينج. وبسبب رغبته في أن يصبح ممثلاً، انتقل إلى الولايات المتحدة في عام 1982، حيث عمل في عدة وظائف وفي العديد من الأفلام، حتى حصل على فرصته كبطل في فيلم الفنون القتالية رياضة الدم عام 1988.
يُعتبر فان دام رمزًا لسينما الأكشن والفنون القتالية، حيث حققت أفلامه أكثر من مليار دولار في جميع أنحاء العالم، مما جعله أحد أنجح نجوم الأكشن على الإطلاق. تشمل جوائزه جوائز اللوتس الذهبي وجائزة أفلام بوليوود، وترشيحات لثلاث جوائز إم تي في للأفلام وغيرها. بعيدا عن التمثيل، دعم فان دام علنًا العديد من قضايا الحفاظ على البيئة ومنظمات حقوق الحيوان.

## النشأة
ولد فاندام جان كلود كميل فرانسوا فارنبيرج، في 18 أكتوبر 1960، في بيرشم-سانت أغاثا، بروكسل، بلجيكا، ابن إليانا ويوجين فارنبرج، الذي كان محاسبا.
في سن ال 16، تولى الباليه، الذي درسها لمدة خمس سنوات. وفقا لفاندام، الباليه «هو فن، لكنه أيضا واحدة من الرياضات الأكثر صعوبة. إذا كنت تستطيع النجاة من تجربة الباليه، يمكنك النجاة من تجريب أي رياضة أخرى.»
بدأ فنون الدفاع عن النفس في سن العاشرة، ألحقه والده في مدرسة كارتيه شوتوكان. تتكون أساليبه من الكاراتيه والكيك بوكسينغ.
حصل في نهاية المطاف على الحزام الأسود في الكاراتيه. بدأ برفع الأوزان لتحسين اللياقة البدنية، مما أدى في نهاية المطاف إلى حصوله على لقب سيد بلجيكا في كمال الاجسام.

## احتراف فنون الدفاع عن النفس
في سن ال 11، انضم فاندام للمركز الوطني للكاراتيه تحت إشراف كلود جويتز في بلجيكا. فاندام تدرب لمدة أربع سنوات وحصل على موضع على فريق الكاراتيه البلجيكي، واصل التدريب في وقت لاحق في الكاراتيه كونتاكت والكيك بوكسينغ من قبل دومينيك فاليرا.

### كاراتيه نصف-الاحتكاك
في سن ال 15، بدأ فاندام المنافسة بمهنة الكاراتيه في بلجيكا. من عام 1976 إلى 1980، فاندام أحرز بسجله 44 انتصاراً و 4 هزائم في بطولة عدم شبه الاتصال في مباريات البطولة.
كان فان دام عضوا في فريق كاراتيه بلجيكا عندما فازوا ببطولة لو كوبيه فرانسوا للكاراتيه الأوروبية ل 26 ديسمبر 1979 في بروكسل.
فاندام احتل المركز الثاني في تحدي كوبيه ديس كاراتيه (1 تجارب). في البطولة لمدة 3 أيام، هزم فاندام 25 خصماً قبل أن يخسر في المباراة النهائية لزميله في الفريق انجيلو سباتارو.

### الكيك بوكسينغ وكاراتيه الإحتكاك-الكامل
بدأ فاندام حياته المهنية بكارتيه الاتصال الكامل في عام 1977، عندما روج مدربه كلود جويتز لأول مرة على الإطلاق نظام الإتصال الكامل ببطولة الكاراتيه في بلجيكا.
من عام 1977 إلى 1982، فاندام سجل 18 انتصاراً (18 بالضربة القاضية) و 1 هزيمة.
وخلال حياته المهنية لمدة 5 سنوات اتصال كامل، خرج فاندام من جديد بعد مباراة مع شيرمان بيرغمان. ذهب فاندام على ضرب بيرغمان في 56 ثانية من الجولة الأولى. وفي عام 1980، أشعل فاندام انتباه الفئة الفنية لمجلة الكاراتيه وناشر ورئيس تحرير المجلة مايك أندرسون، وفالفيك جيت بطل أوروبا. كل من الرجال كلفوا فاندام كاحتمال مقبل. فاندام تقاعد من المنافسة في عام 1982.
منذ عام 2009، فاندام كان يخطط بالعودة لقتال الملاكم الأولمبي السابق الحاصل على الميدالية الذهبية كامسينج وكان القتال نقطة محورية في حياته في برنامج تلفزيون الواقع جون كلود فاندام:خلف الأبواب المغلقة الذي أظهر الحقيقة. قد أجل القتال مرارا ومع العديد من النقاد يشكون أن ذلك سيحدث ابداً، خصوصا منذ حجز مكان انعقاد كان حتى مشكلة. لا يزال فاندام يعزم على محاربة كام سينج.
ديسمبر 2012، شوهد فاندام ضمن طاقم حلقة كامسينج، عندما قاتل ضد التايلاندي جومهود كياتاديسك. بعد المعركة وفي مقابلة كام سينغ مع فاندام جامله قائلاً «وجه هوليوود الجميل على الرغم من اتخاذه العديد من الركلات». تم مقابلة فاندام بعد القتال حيث أكد من جديد التزامه في القتال، أُفيد كام سينج لاحقاً أن المباراة قد تأجلت بسبب فيلم المستهلكون 2 ويجوز تأجيل المزيد من إذا شارك في المستهلكون 3.

## حياته السينمائية في هوليوود
في عام 1982، انتقل فاندام وصديق الطفولة، المغربي محمد قيسي - الذي ساعده - إلى أمريكا على أمل أن يصبحوا نجوم عمل. وقد ألقوا على حد سواء كومبارس في الفيلم، Breakin'. بعد جزء صغير في عداد المفقودين في العمل، كان فاندام الزهر المقبل في فيلم No Retreat, No Surrender، ودور الشرير، إيفان الروسي. بعده كان الفيلم Bloodsport، استنادا إلى قصة حقيقية. مع تصوير على ميزانية 1.5 مليون دولار، أصبح ضرب شباك التذاكر الأمريكي في ربيع عام 1988. ثم لعب دور البطولة في فيلم Cyborg صغير الميزانية. وكان له دور آخر لعام 1989 بدور كورت سلون في Kickboxer وحقق نجاحاً. في هذا الفيلم، وشخصيته، يحارب للانتقام لشقيقه الذي كان مشلولاً من قبل بطل الكيك بوكسينغ التايلاندي.
لاحقاً قدم الكثير من الأعمال التي حققت له أوائل النجاح في مجال التمثيل مثل Double Impact مع الممثل الصيني بولو يونغ وUniversal Soldier مع الممثل دولف لندجرين الذي حقق 36,299,898 مليون دولار في الولايات المتحدة، وكان أكبر نجاح في الخارج، وحقق أكثر من 65 مليون دولار، ما يزيد من تواضع الميزانية 23 مليون دولار، ومما يجعله أعلى فيلم لفاندام على الإطلاق في ذلك الوقت.
تبعه بأفلام Nowhere To Run و Hard Target مع Timecop في 1994 وكان الفيلم نجاحا كبيرا، محققا أكثر من 100 مليون دولار في جميع أنحاء العالم. في الفيلم، لعب فاندام دور شرطي وقت السفر، الذي يحاول منع وفاة زوجته. فإنه لا يزال أعلى الإيرادات في فيلمه بدور قيادي حتى الآن.
أشار فان دام أن ستالون قد يضمه في Expendables 3، الذي سيلعب فاندام دور «كلود فيلان»، شقيق الشرير في Expendables 2 «جان فيلان»

## الصورة العامة والتأثير
قام جان كلود فان دام بفيديو إعلاني لشاحنات فولفو اُطلق في 13 نوفمبر 2013 في يوتيوب ويصور فان دام وهو فاتح كلتا رجليه تماما ومسندا قدميه على مرآتا الرؤية الخارجية لشاحنتي فولفو. حُظي الإعلان بـ11 مليون مشاهدة خلال ثلاثة أيام وبـ35 مليون مشاهدة في الأسبوع الأول. وقلد الإعلان بطريقة ساخرة الممثل تشانينج تيتوم. وقلده شباب كثر من بينهم أشخاص في العالم العربي.

## الحياة الشخصية
عانى فاندام من تعاطي المخدرات ابتداء من عام 1995. ودخل ببرنامج إعادة تأهيل لمدة شهر في عام 1996 لكنه ترك ذلك بعد أسبوع واحد فقط. وفي عام 1996، أنفق ما يصل إلى 10,000 دولار في الأسبوع على الكوكايين. وبعد تصوير الفيلم "Knock Off" توقف عن التدخين في 1998، تم تشخيص فاندام على معاناته من الاضطراب الثنائي القطب بعد أن أصبح ذا طابع انتحاري وبدأ العلاج على استقرار المزاج، فالبروات الصوديوم. نقطة التحول نحو تحسين حالته الصحية جاء ابتداء من أواخر عام 1997، بعد إجراءات الطلاق النهائي.
تزوج فاندام أربع مرات، الأولى كانت من ماريا رودريجيز (1980 - 1984)، بعدها بعام تزوج من سينيثيا ديرديريان واستمر الزواج لعام واحد أيضاً (1985 - 1986)، ثم تزوج دارسي لابيير (1994 - 1997)، علماً أنه تزوج غلاديس بورتوغيس بين العامين (1987 و 1992) وعادا سوياً منذ العام 1999 حتى الآن. له ابنان هما، كريستوفر فان فارينبيرغ ونيكولاس فان فارينبيرغ، وابنة واحدة تدعى بيانسا بري.

## أفلامه
| سنوات | عنوان الفيلم                                  | دور                                   | ملاحظات |
| ----- | --------------------------------------------- | ------------------------------------- | --- |
| 1984  | موناكو للأبد                                  | Gay Karate Man                        | |
| 1984  | Breakin'                                      | Spectator in First Dance Sequence     | Uncredited |
| 1986  | لا تراجع لا استسلام                           | Ivan Krushensky                       | Also known as Karate Tiger (European) |
| 1988  | رياضة الدم                                    | Frank Dux                             | Fight choreographer، كاتب سيناريو، مونتاج سينمائي First work with بولو يونغ. |
| 1988  | النسر الأسود                                  | Andrei                                | Also known as Red Eagle or Red Hunter (European) |
| 1989  | Cyborg                                        | Gibson Rickenbacker                   | Editor |
| 1989  | ملاكم ركل                                     | Kurt Sloane                           | Writer Also known as Karate Tiger 3 (European) |
| 1990  | Death Warrant                                 | Louis Burke                           | |
| 1990  | Lionheart                                     | Lyon Gaultier                         | Fight choreographer, Writer Also known as Leon or A.W.O.L. – Absent Without Leave (European) |
| 1991  | تأثير مزدوج                                   | Alex Wagner/Chad Wagner               | Dual role، منتج أفلام، Writer Second work with بولو يونغ. |
| 1992  | جندي عالمي (فيلم 1992)                        | Luc Deveraux/GR44                     | أول عمل له مع دولف لندجرين. |
| 1993  | لاست أكشن هيرو                                | Himself                               | |
| 1993  | Nowhere to Run                                | Sam Gillen                            | |
| 1993  | هارد تارغيت                                   | Chance Boudreaux                      | |
| 1994  | تايمكوب                                       | Max Walker                            | Dual role |
| 1994  | قتال الشوارع                                  |                                       | |
| 1995  | الموت المفاجئ                                 | Darren McCord                         | |
| 1996  | Maximum Risk                                  | Alain Moreau/Mikhail Suverov          | Dual role |
| 1996  | المطلب                                        | Christopher Dubois                    | المخرج، Writer |
| 1997  | فريق مزدوج                                    | Jack Quinn                            | |
| 1998  | Knock Off                                     | Marcus Ray                            | |
| 1998  | Legionnaire                                   | Alain Lefevre                         | Writer, Producer |
| 1999  | Universal Soldier: The Return                 | Luc Deveraux                          | Producer |
| 1999  | جحيم                                          | Eddie Lomax                           | Producer Also known as Desert Heat |
| 2001  | النظام                                        | Rudy Cafmeyer/Charles Le Vaillant     | Dual role, Writer |
| 2001  | Replicant                                     | Edward "The Torch" Garrotte/Replicant | Dual role |
| 2002  | Derailed                                      | Jacques Kristoff                      | |
| 2003  | في الجحيم                                     | Kyle LeBlanc                          | |
| 2004  | Wake of Death                                 | Ben Archer                            | |
| 2004  | Narco                                         | Jean's ghost by Lenny                 | minor role |
| 2006  | The Hard Corps                                | Phillip Sauvage                       | |
| 2006  | Second in Command                             | Sam Keenan                            | |
| 2006  | The Exam                                      | Charles                               | |
| 2007  | حتى الموت                                     | Anthony Stowe                         | |
| 2008  | The Shepherd: Border Patrol                   | Jack Robideaux                        | أول عمل له مع سكوت آدكنز. |
| 2008  | جي سي في دي                                   | JCVD                                  | منتج منفذ |
| 2009  | Universal Soldier: Regeneration               | Luc Deveraux                          | Second work with دولف لندجرين. First work with أندراي أرلوفسكي. Limited theatrical release in Israel, Singapore, Philippines, Malaysia, United Arab Emirates, India, Jordan, Lebanon, Italy, Japan, and Pakistan. |
| 2011  | كونغ فو باندا 2                               | Master Croc                           | تمثيل صوتي |
| 2011  | ألعاب الاغتيال (فيلم)                         | Vincent Brazil                        | Limited theatrical release in US, Russia, and Ukraine. Second work with سكوت آدكنز. Executive producer. Also known as Weapon (European)                                                                           |
| 2011  | Beur sur la ville                             | Colonel Merot                         | |
| 2012  | Rzhevskiy vs. Napoleon                        | Himself                               | |
| 2012  | Dragon Eyes                                   | Jean-Luis Tiano                       | First work with كونغ لي and بيتر ويلر. |
| 2012  | ذا اكسبندابلز 2                               | Jean Vilain                           | Third work with سكوت آدكنز and دولف لندجرين. |
| 2012  | الجندي العالمي: يوم الحساب                    | Luc Deveraux                          | Fourth work with سكوت آدكنز and دولف لندجرين. Second work with أندراي أرلوفسكي. |
| 2012  | ست رصاصات                                     | Samson Gaul                           | |
| 2012  | U.F.O.                                        | George                                | |
| 2014  | Welcome to the Jungle                         | Storm Rotchild                        | Completed |
| 2013  | Enemies Closer                                | Xander                                | |
| 2014  | Swelter                                       |                                       | |
| 2015  | Full Love                                     | Frenchy                               | |
| 2015  | Pound of Flesh                                | Deacon                                | |
| 2015  | Jian Bing Man                                 |                                       | |
| 2015  | Yüksek Derece                                 |                                       | |
| 2015  | The Tower                                     | Wiston Baxter                         | |
| 2016  | Kickboxer: Vengeance                          | Master Durand                         | |
| 2017  | Kill 'Em All                                  |                                       | |
| 2018  | Kickboxer: Retaliation                        | Master Durand                         | |
| 2018  | ماء أسود (فيلم)                               | Wheeler                               | Co-starring with دولف لندجرين |
| 2018  | الحارس (أو "لوكاس" بحسب الاسم الفرنسي للفيلم) | لوكاس                                 | |
| 2019  | We Die Young                                  |                                       | |

## روابط خارجية
- جان كلوث فان دام على موقع IMDb (الإنجليزية)
- جان كلوث فان دام على موقع ميتاكريتيك (الإنجليزية)
- جان كلوث فان دام على موقع روتن توميتوز (الإنجليزية)
- جان كلوث فان دام على موقع مونزينجر (الألمانية)
- جان كلوث فان دام على موقع قاعدة بيانات الأفلام العربية
- جان كلوث فان دام على موقع ألو سيني (الفرنسية)
- جان كلوث فان دام على موقع تيرنر كلاسيك موفيز (الإنجليزية)
- جان كلوث فان دام على موقع أول موفي (الإنجليزية)
- جان كلوث فان دام على موقع بوكس أوفيس موجو (الإنجليزية)
- جان كلوث فان دام على موقع قاعدة بيانات الأفلام السويدية (السويدية)